# Mastax moesta
Mastax moesta é uma espécie de carabídeo da tribo Brachinini, com distribuição restrita à Myanmar.